# 溫訥維爾-弗拉馬特
溫訥維爾-弗拉馬特（德語：Wünnewil-Flamatt）是瑞士弗里堡州的一个市镇，位於該國西部，面積13.23平方公里，海拔高度628米，2011年人口5,319，一半人口信奉羅馬天主教，人口密度每平方公里402人。

## 外部連結
- Official website （页面存档备份，存于） （德文）